# 크리스파노
크리스파노(이탈리아어: Crispano)는 이탈리아 캄파니아주 나폴리현에 위치한 코무네다. 나폴리 북쪽으로부터 13km거리에 있다.